# Piotr Iakoubovitch
Pour les articles homonymes, voir Iakoubovitch.
Piotr Filippovitch Iakoubovitch (en russe : Пётр Филиппович Якубович), né le 22 octobre 1860 (3 novembre dans le calendrier grégorien) à Valdaï dans l'oblast de Novgorod et mort le 17 mars 1911 (30 mars dans le calendrier grégorien) à Saint-Pétersbourg, est un poète, traducteur notamment de Charles Baudelaire en russe, journaliste et militant révolutionnaire, membre de l'organisation Narodnaïa Volia.

## Biographie
Piotr Iakoubovitch fut étudiant à la faculté d'histoire et de philologie de l'université de Saint-Pétersbourg et en sortit diplômé en 1882, parlant couramment l'allemand et le français. Il collabora à plusieurs revues littéraires et politiques russes, notamment Le Cas (en russe : Dѣlo) et Les Annales de la Patrie.
En tant que poète, il commença à publier dès 1878 ses premiers poèmes « politiques » sous le pseudonyme de Mathieu Ramcheva (en russe : Матвея Рамшева). Certains de ses poèmes ont réussi à traverser la censure, il publia sous d'autres pseudonymes tels que O'Connor, poète irlandais n'ayant jamais existé ou encore Cesare Niccolini, poète italien inventé.  
Dès la fin de ses études universitaires, il adhéra au mouvement Narodnaïa Volia dans lequel il s'occupa de la section jeunesse en tant qu'idéologue et propagandiste.
Piotr Iakoubovitch est arrêté à Saint-Pétersbourg le 15 novembre 1884. Condamné à mort, sa peine fut commuée en 18 ans de travaux forcés. Il fut incarcéré dans diverses prisons et camps de travail de la katorga. 
Libéré en 1899, il se consacra à la littérature et à la poésie. En 1904, il devint rédacteur en chef du département de la poésie du magazine de fiction «La richesse russe» (en russe : «Русское богатство»). C'est à cette époque qu'il traduit en russe les poèmes du recueil de poésies Les Fleurs du mal de Charles Baudelaire. Il écrit en parallèle le livre le plus célèbre de son œuvre littéraire, Dans un monde de parias (en russe : В мире отверженных), un roman classique de la littérature russe.
En 1905, après la sanglante répression du Dimanche rouge, Piotr Iakoubovitch rédigea un de ses poèmes les plus forts La Neige rouge (en russe : Красный снег), qui dénonça ce crime d'État et qui fut étudié dans les programmes scolaires durant l'ère de l'Union soviétique.